# Sloanea changii
Sloanea changii är en tvåhjärtbladig växtart som beskrevs av Mark James Coode. Sloanea changii ingår i släktet Sloanea och familjen Elaeocarpaceae. Inga underarter finns listade i Catalogue of Life.